# El Coscollar
El Coscollar ist ein spanischer Ort und eine ehemalige Gemeinde in der Provinz Huesca der Autonomen Gemeinschaft Aragonien. El Coscollar gehört zur Gemeinde Aínsa-Sobrarbe. Der Ort auf 906 Meter Höhe liegt circa 13 Kilometer südwestlich von Aínsa. El Coscollar hatte im Jahr 2019 sechs Einwohner.

## Sehenswürdigkeiten
- Casa Coronas, Bauernhof mit Kapelle